# Vovero
Volleybal Vereniging Rozenburg (Vovero) is een volleybalvereniging uit de Nederlandse gemeente Rozenburg.
De vereniging werd opgericht op 6 januari 1961 als afsplitsing van de gymnastiekvereniging M.A.A.S.. Rond 1965 begon de vereniging deel uit te maken van de Nederlandse Volleybal Bond.
Het aantal spelende leden was op 1 januari 2009 117.
Thuisbasis is sporthal 'de Rozet' te Rozenburg.
Beide selectieteams komen uit in de eerste klasse van Nevobo regio Zuid-West.